# 特別とん税法
特別とん税法（とくべつとんぜいほう、昭和32年3月31日法律第38号）は、特別とん税の納税義務者、課税標準、税率、非課税、申告および納付の手続その他に関する日本の法律である。
法令番号は昭和32年法律第38号。1957年（昭和32年）3月31日に公布された。制定年代が古く、酒税法と同じく、趣旨規定がなく、第1条で「別に法律で定めるところにより地方公共団体に財源を譲与するため、外国貿易船の開港への入港には、この法律により、特別とん税を課する。」と規定する

## 構成
- 第一条　（課税目的及び課税物件）
- 第二条　（定義）
- 第三条　（課税標準及び税率）
- 第四条　（納税義務者）
- 第五条　（申告及び納付等）
- 第六条　（とん税法の規定の準用）
- 第七条　（担保）
- 第八条　（延滞税等）
- 第九条　（端数計算）
- 第十条　（罰則）
- 第十一条　（両罰規定）

## 下位法令
- 特別とん税施行令 - e-Gov法令検索
- とん税及び特別とん税基本通達

## 関連法令
- 特別とん譲与税 - e-Gov法令検索
- 特別とん譲与税法施行規則 - e-Gov法令検索